# 渡辺はる香
渡辺 はる香（わたなべ はるか、1972年12月13日 - ）は、栃木県足利市出身のアイスホッケー選手。
成城大学を1995年に卒業、コクドレディースでプレーした。
アイスホッケー女子日本代表として、1998年の長野オリンピックに出場、1996年アジア冬季競技大会、1999年アジア冬季競技大会では銀メダルを獲得した。